# 寺町翁戎螺
寺町翁戎螺（学名：Entemnotrochus teramachii）为翁戎螺科翁戎螺屬下的一个种。